# Osprey (Florida)
Osprey ist ein census-designated place (CDP) im Sarasota County im US-Bundesstaat Florida. Das U.S. Census Bureau hat bei der Volkszählung 2020 eine Einwohnerzahl von 6.690 ermittelt. Der Name bedeutet Fischadler. 

## Geographie
Osprey liegt rund 10 km südlich von Sarasota sowie etwa 90 km südlich von Tampa. Der CDP wird vom Tamiami Trail (U.S. 41) durchquert.

## Demographische Daten
Laut der Volkszählung 2010 verteilten sich die damaligen 6100 Einwohner auf 3333 Haushalte. Die Bevölkerungsdichte lag bei 451,9 Einw./km². 96,0 % der Bevölkerung bezeichneten sich als Weiße, 0,5 % als Afroamerikaner, 0,2 % als Indianer und 1,9 % als Asian Americans. 0,3 % gaben die Angehörigkeit zu einer anderen Ethnie und 1,1 % zu mehreren Ethnien an. 3,4 % der Bevölkerung bestand aus Hispanics oder Latinos.
Im Jahr 2010 lebten in 18,4 % aller Haushalte Kinder unter 18 Jahren sowie 49,2 % aller Haushalte Personen mit mindestens 65 Jahren. 71,2 % der Haushalte waren Familienhaushalte (bestehend aus verheirateten Paaren mit oder ohne Nachkommen bzw. einem Elternteil mit Nachkomme). Die durchschnittliche Größe eines Haushalts lag bei 2,18 Personen und die durchschnittliche Familiengröße bei 2,53 Personen.
16,2 % der Bevölkerung waren jünger als 20 Jahre, 8,6 % waren 20 bis 39 Jahre alt, 30,0 % waren 40 bis 59 Jahre alt und 45,2 % waren mindestens 60 Jahre alt. Das mittlere Alter betrug 57 Jahre. 48,6 % der Bevölkerung waren männlich und 51,4 % weiblich.
Das durchschnittliche Jahreseinkommen lag bei 69.615 $, dabei lebten 9,7 % der Bevölkerung unter der Armutsgrenze.
Im Jahr 2000 war Englisch die Muttersprache von 98,24 % der Bevölkerung und Spanisch sprachen 1,76 %.

## Sehenswürdigkeiten
Folgende Objekte sind im National Register of Historic Places gelistet:
- Blackburn Point Bridge
- Waters and Elsa Burrows Historic District
- Osprey Archeological and Historic Site
- Osprey School

## Persönlichkeiten
- Bertha Honoré Palmer (1849–1918), Unternehmerin